# 迪恩·米路雲奴域
迪恩·米路雲奴域 （Dane Milovanović，1989年12月12日－），生於澳洲坎培拉，澳洲足球運動員，司職防守中場。

## 球會生涯
米路雲奴域於2011年經前港腳李亞倫介紹下加盟晨曦，並在2012年2月18日對南華的高級組銀牌決賽取得入球，最終晨曦在互射十二碼階段以總比數6–4擊敗南華，奪得高級組銀牌冠軍。季尾轉投澳洲球會奧克萊坎農。
2015年9月25日，他再次來港加盟香港飛馬，上陣2場後，香港足球總會於12月8日收到國際足協通知，米路雲奴域須執行全球性停賽12場，因為他於2015年效力南墨爾本時在一場球賽中落敗後，將皮球省向球證，雖未能擊中，但他隨後上前用頭撞向球證，因而遭到紀律處分。
解約後他轉會印超聯球會馬都拉聯。
直到2017年8月，他因精神問題返回澳洲接受治療，而球會最終都被與他終止合約。

## 榮譽
晨曦
- 香港高級組銀牌冠軍（2011–12季度）

澳洲U20
- 東南亞U19青年錦標賽（英语：2008 AFF U-19 Youth Championship）（2008年）

## 外部連結
- 香港足總網頁球員註冊資料 （页面存档备份，存于）